# Joshua Hochschild
Joshua Peter Hochschild (* 28. Mai 1972) ist ein US-amerikanischer Philosoph.

## Leben
Er erwarb den B.A. an der Yale University (1994) und den Ph.D. an der University of Notre Dame (The semantics of analogy according to Thomas de Vio Cajetan's De nominum analogia 2001). Er kam 2005 an die Mount St. Mary’s University, nachdem er vier Jahre lang am Wheaton College (Illinois) unterrichtet hatte. Bis 2009 lehrte er hauptberuflich am Philosophischen Institut, dann wurde er zum ersten Dekan des College of Liberal Arts ernannt, eine Position, die er bis Herbst 2015 innehatte. 2016 wurde er zum ordentlichen Professor ernannt.
Seine Forschungsinteressen umfassen Metaphysik, Ethik, Geschichte der Philosophie, mittelalterliche Logik und soziales Denken.

## Schriften (Auswahl)
- mit Fulvio Di Blasi und Jeffrey Langan (Hg.): Ethics without God? The divine in contemporary moral and political thought. South Bend 2008, ISBN 1587312255.
- mit Fulvio Di Blasi und Jeffrey Langan (Hg.): Virtue's end. God in the moral philosophy of Aristotle and Aquinas. South Bend 2008, ISBN  9781587319013.
- The semantics of analogy. Rereading Cajetan's De nominum analogia. Notre Dame 2010, ISBN 0-268-03091-X.
- mit Christopher O. Blum: A mind at peace. Reclaiming an ordered soul in the age of distraction. Manchester 2017, ISBN 1622823818.